# Кескиярви
Ке́ския́рви (фин. Keskijärvi) — озеро на территории Найстенъярвского сельского поселения Суоярвского района Республики Карелия.

## Общие сведения
Площадь озера — 6,2 км², площадь бассейна — 109 км². Располагается на высоте 164,4 метров над уровнем моря.
Форма озера лопастная. Берега каменисто-песчаные, частично заболоченные.
С северо-запада в озеро втекает безыменный ручей, протекая озеро Сирккалампи (фин. Särkkälampi).
С западной стороны озеро связано короткой протокой с озером Пояслампи (фин. Pojaslampi), вк оторое втекают два ручья: Кольйоки (фин. Koiljoki), приносящий воды из трёх ламбин (Койльярви (фин. Koilijärvi), Риухталампи (фин. Riuhtalampii), Пиэни-Аканлампи (фин. Pieni Akanlampi) и Сури-Аканлампи (фин. Suuri Akanlampi)) и безымянный ручей, текущий из озера Юляярви.
Из залива Теронлахти (фин. Teronlahti)) с юго-восточной стороны озера вытекает река Луглайоки, протекающая озеро Луглаярви и втекающая в реку Айттойоки.
В озере расположено около десяти небольших островов, однако их количество может варьироваться в зависимости от уровня воды. Крупнейшие из них: Мустасаари (фин. Mustasaari)), Лехтосаари (фин. Lehtosaari)) и Ламмассаари (фин. Lammassaari)).
Название озера переводится с финского языка как «среднее озеро».
Код водного объекта в государственном водном реестре — 01040100111102000016597.